# Nokia N93
Il Nokia N93 è uno smartphone prodotto dall'azienda finlandese Nokia, messo in commercio nel 2006. Con esso è possibile riprendere foto e video, condividere le riprese attraverso e-mail o Bluetooth o dalla galleria per portarli su blog, collegare il dispositivo ad un televisore attraverso il cavo TV, importare spezzoni di video, foto e musica, navigare in Internet, guardare la TV tramite la tecnologia 3G, effettuare videochiamate, utilizzare la radio FM ed il lettore musicale compresi nel telefono o giocare a N-Gage System Rush: Evolution.

## Caratteristiche
- Dimensioni: 118 × 55 × 28 mm
- Massa: 180  g
- Risoluzione display: 240 × 320 pixel a 262 000 colori
- Risoluzione display esterno: 128 × 36 pixel a 65 000 colori
- Durata batteria in conversazione: 5 ore
- Durata batteria in standby: 240 ore (10 giorni)
- Memoria: 50 MB espandibile con MiniSD
- Fotocamera: 3.2 megapixel
- Bluetooth e infrarossi